# Uzbekistan na Letnich Igrzyskach Olimpijskich 2000
Uzbekistan na Letnich Igrzyskach Olimpijskich 2000 reprezentowało 70 zawodników, 52 mężczyzn i 18 kobiet.

## Zdobyte medale
| Medal  | Zawodnik                 | Dyscyplina | Konkurencja                       |
| ------ | ------------------------ | ---------- | --------------------------------- |
| Złoto  | Muhammadqodir Abdullayev | Boks       | Waga lekkopółśrednia (do 63,5 kg) |
| Srebro | Artur Taymazov           | Zapasy     | Styl wolny, kategoria do 130 kg   |
| Brąz   | Sergey Mixaylov          | Boks       | Waga półciężka (do 81 kg)         |
| Brąz   | Rustam Saidov            | Boks       | Waga superciężka (+91 kg)         |